# BCC Lions
Benue Cement Company Lions Football Club, mais conhecido como BCC Lions,  é um clube de futebol da Nigéria, da cidade de Gboko.
O clube foi campeão da Copa das Confederações da CAF em 1990, vencendo o Club Africain da Tunísia na primeira partida da decisão por 3x0 e empatando o segundo confronto em um tento. Defendeu o título no ano seguinte, mas perdeu a final para o Power Dynamos, do Zâmbia.

## Títulos

### Internacionais
- Copa das Confederações da CAF: 1990.

### Nacionais
- Campeonato Nigeriano: 1994.
- Copa da Nigéria: 4 vezes (1989, 1993, 1994 e 1997).